# Coping (psychologie)
Coping is een begrip uit de psychologie, waarmee de manier waarop iemand met problemen en stress omgaat wordt bedoeld. Het betreft de omgang met alle soorten voortdurende stressoren, zoals werkloosheid, echtscheiding, pijn of oorlog. Het Engelstalige begrip, dat ook in de Nederlandstalige literatuur gangbaar is, is afgeleid van to cope with (omgaan met of opgewassen zijn tegen iets).
Verschillende onderzoekers hanteren verschillende definities van het begrip “coping”. Een belangrijke onderzoeker op het gebied van coping en stressreductie was de Amerikaanse psycholoog Richard Lazarus. Hij definieerde coping als “Cognitieve en gedragsmatige inspanningen om interne en/of externe eisen en de conflicten daartussen te overwinnen, te verminderen of te tolereren” (“cognitive and behavioral efforts to master, reduce or tolerate the internal and/or external demands that are created by the stressful transaction”). Het begrip “inspanningen” in deze definitie maakt duidelijk dat de verschijningsvormen van coping verschillend kunnen zijn, en dat ze niet altijd tot de gewenste oplossing leiden.

## Copingstrategieën
Coping is een combinatie van de verstandelijke en emotionele reacties op stress of een probleem, en het gedrag dat daaruit voortvloeit. Er zijn verschillende strategieën en mechanismen van coping. Mensen wisselen het mechanisme dat ze toepassen af, afhankelijk van de omstandigheden en hun copingstrategie (ook wel copingstijl genoemd), die samenhangt met hun persoonlijkheid.
Bij confrontatie met een problematische omstandigheid maken mensen twee beoordelingen. De eerste is een inschatting van de situatie (de primaire beoordeling: “wat is er aan de hand?”), de tweede is een inschatting van de capaciteit die men heeft om situatie aan te pakken (de secundaire beoordeling: “kan ik er iets mee/tegen doen?”).
Hoe iemand reageert op een stressvolle situatie wordt niet of nauwelijks bepaald door de aard van het probleem, maar veel meer door iemands copingstrategie. Afhankelijk van iemands copingstrategie kan een persoon kiezen uit verschillende manieren (copingmechanismen) om een probleem aan te pakken. Deze hangt onder meer samen met de keuze voor een vecht- of vluchtreactie. Die copingstrategie kan in de loop van de tijd veranderen.
Copingstrategieën worden op verschillende manieren ingedeeld. Veel toegepaste indelingen zijn die naar emotie- en probleemgerichte coping, of die naar primaire en secundaire coping. Probleemgerichte coping uit de ene indeling is daarbij tamelijk vergelijkbaar met primaire coping uit de andere.
- Bij probleemgerichte coping probeert men het probleem op te lossen.
- Bij emotiegerichte coping probeert men de gevoelens die het probleem veroorzaakt te veranderen.

- Bij primaire coping gaat men de problematische situatie te lijf.
- Bij secundaire coping probeert men zijn gedrag aan te passen aan de situatie.

## Copingmechanismen
In een bepaalde copingstrategie kan gebruikgemaakt worden van een veelheid aan mechanismen. Een veelgebruikte indeling is:
- Actief aanpakken: het probleem wordt geanalyseerd en opgelost.
- Sociale steun zoeken: troost en begrip zoeken bij anderen, samen met een ander het probleem oplossen.
- Vermijden: het probleem wordt ontkend en vermeden.
- Palliatieve reactie: men richt zich op andere dingen dan het probleem. In extreme vorm kan dit leiden tot verslavingen.
- Passief reactiepatroon (voorheen depressief reactiepatroon): piekeren, zichzelf de schuld geven, twijfel aan zichzelf.
- Expressie van emoties: het probleem leidt tot frustratie, spanning en agressie.
- Geruststellende gedachten en wensdenken: men houdt zich voor dat het probleem vanzelf wel goed komt of dat anderen het nog veel zwaarder hebben.

Sommige onderzoekers zien religie als een apart te onderscheiden copingmechanisme. Anderen vatten het op als een ondersteuning bij de genoemde mechanismen.
De effectiviteit van het copingmechanisme is afhankelijk van de context. In elke stressvolle situatie is een ander copingmechanisme het meest adequaat. “Actief aanpakken” en “sociale steun zoeken” worden over het algemeen als effectief mechanisme opgevat. Maar actief aanpakken kan tot toename van stress leiden in een situatie waarin het individu eigenlijk geen verandering kan brengen. Mechanismen, als een passief reactiepatroon en expressie van emoties zijn over het algemeen minder adequaat. Dit zijn mechanismen die met name voorkomen bij mensen met een meer emotiegerichte copingstrategie.
Over het algemeen is het mogelijk om zich bewust te worden van de eigen copingmechanismen en om die als het nodig is aan te passen aan de omstandigheden, al zal het lastiger zijn om een mechanisme te gaan hanteren dat een tegenovergestelde strategie vereist dan een mechanisme dat bij de eerdere strategie in de buurt komt. Een voorbeeld van aanpassing van het eigen copingmechanisme is dat van ouders die hun kinderen helpen om frustraties het hoofd te bieden. Coping verschilt daarin van afweer, dat een meer onbewust proces is. De Utrechtse coping lijst (UCL) is een veelgebruikte vragenlijst, werkend met bovenstaande indeling, waarmee het copingmechanisme dat iemand vaak gebruikt in kaart kan worden gebracht. Er bestaan vele andere vragenlijsten, waarvan sommige gericht zijn op coping bij specifieke stressoren, bijvoorbeeld pijn.

## Onderzoek naar coping
Uit onderzoek blijkt dat het toegepaste copingmechanisme in sterke mate bepaalt hoe iemand een probleem ervaart. Zo blijkt dat mensen met een effectieve copingstrategie een hogere pijngrens hebben. Een medische toepassing die hier direct toepassing op heeft is het toedienen van morfine: doordat mensen met een effectieve copingstrategie minder snel pijn als onacceptabel ervaren hoeft er minder morfine te worden toegediend bij een operatie.